# TSV Kornburg
Der Turn- und Sportverein Kornburg 1932 e. V. ist ein Sportverein aus dem Nürnberger Stadtteil Kornburg. Bekannt ist der Verein vor allem für seine Fußballmannschaft, die seit 2022 in der Bayernliga spielt.

## Geschichte
Der TSV Kornburg gründete sich 1932. Neben Fußball bietet der TSV Kornburg seinen Mitgliedern Darts, Tischtennis, Tennis, Kegeln und Gymnastik an.
Lange Zeit spielten die Fußballer des Klubs im unterklassigen Ligabereich. Im Sommer 2015 stieg die Mannschaft als Meister der Bezirksliga Mittelfranken vor der SpVgg Erlangen in die sechstklassige Landesliga Bayern auf. Dort verpasste sie als Vizemeister hinter dem ASV Neumarkt erst durch eine 2:3-Niederlage gegen den ASV Burglengenfeld in der Relegation den direkten Durchmarsch in die Bayernliga. In der folgenden Spielzeit wurde der Klub unter Trainer Herbert Heidenreich Meister der Landesliga-Staffel Nordost vor dem FSV Erlangen-Bruck und der SG Quelle Fürth, stieg jedoch nach dem Aufstieg in die Bayernliga als Tabellenletzter der Staffel Süd zur Saison 2018/19 direkt wieder ab. In der Saison 2021/22 gelang als Meister der Wiederaufstieg, seitdem tritt man in der Nordstaffel der Bayernliga an. Aktuell ist der Verein das erfolgreichste Nürnberger Fußballteam hinter dem 1. FC Nürnberg und dessen zweiter Mannschaft.

## Persönlichkeiten
- Herbert Heidenreich
- Dominik Rohracker
- Rafał Wodniok